# جهماری کلارک
جهماری کلارک (انگلیسی: Jahmari Clarke؛ زادهٔ ۲ اکتبر ۲۰۰۳) بازیکن فوتبال است.